# Stefan Hain
Stefan Hain (* 20. Oktober 1978) ist ein ehemaliger deutscher Basketballspieler.

## Werdegang
1997 schloss sich Hain von der DJK Adler Union Essen-Frintrop kommend dem Bundesligisten Ruhr Devils an. Der 1,98 Meter große Flügelspieler gehörte zur Mannschaft, bis diese im Laufe der Saison 1997/98 aus der Bundesliga zurückgezogen wurde. Hain ging nach Essen zurück. Zur Saison 2000/01 wechselte er zur BG 74 Göttingen in die 2. Basketball-Bundesliga. Er spielte in Göttingen, bis er 2007 seine Laufbahn beendete. In seiner letzten Saison (2006/07) gelang ihm mit den Niedersachsen der Aufstieg in die Bundesliga.